# Juice=Juice
Juice=Juice（ジュースジュース）は、ハロー!プロジェクトに所属する日本の女性アイドルグループ。所属事務所はアップフロントプロモーション。2013年2月に結成され、同年9月にメジャーデビューした。
グループ名の由来は、「採れたて」「もぎたて」「新鮮」「天然」「100％」で「しぼりたて」というように、いつまでもフレッシュで個性の詰まったユニットになってほしいという願いを込められたもので、つんく♂によって名付けられた。
2016年に初の日本武道館単独公演を開催し、2017年にはワールドツアーを開催、世界10ヶ国で公演を行っている。

## メンバー

### 現在のメンバー
| 名前                         | ニックネーム    | 生年月日               | 血液型 | 出身地 | 加入日        | メンバーカラー   | 色種 | 研修生出身    | 備考                              |
| ---------------------------- | --------------- | ---------------------- | ------ | ------ | ------------- | ---------------- | ---- | ------------- | --------------------------------- |
| 段原瑠々 (だんばら るる)     | るる            | 2001年5月7日（24歳）   | A型    | 広島県 | 2017年6月26日 | オレンジ         |      | 研修生        | リーダー                          |
| 井上玲音 (いのうえ れい)     | れいれい        | 2001年7月17日（24歳）  | O型    | 東京都 | 2020年4月1日  | 白               |      | 研修生        | サブリーダー 元こぶしファクトリー |
| 工藤由愛 (くどう ゆめ)       | たこ            | 2004年9月28日（20歳）  | A型    | 北海道 | 2019年6月14日 | ピンク           |      | 研修生 北海道 |                                   |
| 松永里愛 (まつなが りあい)   | りあい やふぞう | 2005年7月7日（20歳）   | A型    | 大阪府 | 2019年6月14日 | ロイヤルブルー   |      | 研修生        |                                   |
| 有澤一華 (ありさわ いちか)   | いっちゃん      | 2003年12月23日（21歳） | O型    | 大阪府 | 2021年7月7日  | ライトブルー     |      | 研修生        |                                   |
| 入江里咲 (いりえ りさ)       | りさち          | 2005年10月18日（19歳） | A型    | 千葉県 | 2021年7月7日  | ライトパープル   |      |               |                                   |
| 江端妃咲 (えばた きさき)     | えば            | 2007年1月30日（18歳）  | A型    | 京都府 | 2021年7月7日  | デイジー         |      | 研修生        |                                   |
| 石山咲良 (いしやま さくら)   | さくらち        | 2004年2月22日（21歳）  | B型    | 東京都 | 2022年6月29日 | パープル         |      | 研修生        |                                   |
| 遠藤彩加里 (えんどう あかり) | あーたん        | 2008年4月26日（17歳）  | A型    | 北海道 | 2022年6月29日 | ミントグリーン   |      |               |                                   |
| 川嶋美楓 (かわしま みふ)     | みっぷる        | 2007年12月13日（17歳） | AB型   | 京都府 | 2023年5月23日 | ピュアレッド     |      | 研修生        |                                   |
| 林仁愛 (はやし にいな)       |                 | 2011年6月10日（14歳）  | A型    | 愛知県 | 2025年6月23日 | ブライトグリーン |      | 研修生        |                                   |

### 元メンバー
| 名前                         | 愛称                  | 生年月日               | 血液型 | 出身地   | メンバーカラー   | 色種 | 加入日        | 卒業・脱退日 卒業公演の開催地 | 在籍年齢 加入-卒業 | 在籍日数                   | 研修生出身 | ハロプロへの在籍状況                                     | 備考                     |
| ---------------------------- | --------------------- | ---------------------- | ------ | -------- | ---------------- | ---- | ------------- | ----------------------------- | ------------------ | -------------------------- | ---------- | -------------------------------------------------------- | ------------------------ |
| 大塚愛菜 (おおつか あいな)   | つかぽん              | 1998年4月3日（27歳）   | O型    | 東京都   | オレンジ         |      | 2013年2月25日 | 2013年7月5日 卒業公演なし     | 14歳-15歳          | 130日 （4か月と10日）      | 研修生     | 同時にハロプロも離脱 （同時に専属契約解除）              |                          |
| 梁川奈々美 (やながわ ななみ) | やなみん なーちゃん   | 2002年1月6日（23歳）   | A型    | 神奈川県 | ミディアムブルー |      | 2017年6月26日 | 2019年3月11日 Zepp Tokyo      | 15歳-17歳          | 623日 （1年8か月と13日）   | 研修生     | 同時にハロプロも卒業 （同時に芸能界も引退）              | カントリー・ガールズ兼任 |
| 宮崎由加 (みやざき ゆか)     | ゆかにゃ              | 1994年4月2日（31歳）   | O型    | 石川県   | ピーチ           |      | 2013年2月25日 | 2019年6月17日 日本武道館      | 18歳-25歳          | 2303日 （6年3か月と23日）  |            | 同時にハロプロも卒業                                     |                          |
| 宮本佳林 (みやもと かりん)   | カリン                | 1998年12月1日（26歳）  | O型    | 千葉県   | ブドウ           |      | 2013年2月25日 | 2020年12月10日 日本武道館     | 14歳-22歳          | 2845日 （7年9か月と15日）  | 研修生     | 同時にハロプロも卒業                                     |                          |
| 高木紗友希 (たかぎ さゆき)   | さゆべぇ              | 1997年4月21日（28歳）  | A型    | 千葉県   | レモン           |      | 2013年2月25日 | 2021年2月12日 卒業公演なし    | 15歳-23歳          | 2909日 （7年11か月と18日） | 研修生     | 同時にハロプロも離脱                                     |                          |
| 金澤朋子 (かなざわ ともこ)   | かなとも              | 1995年7月2日（30歳）   | B型    | 埼玉県   | りんご           |      | 2013年2月25日 | 2021年11月24日 横浜アリーナ   | 17歳-26歳          | 3194日 （8年8か月と30日）  | 研修生     | 同時にハロプロも卒業 (2022年5月31日付を以て芸能界を引退) |                          |
| 稲場愛香 (いなば まなか)     | まなかん いなばっちょ | 1997年12月27日（27歳） | B型    | 北海道   | ホットピンク     |      | 2018年6月13日 | 2022年5月30日 日本武道館      | 20歳-24歳          | 1447日 （3年11か月と17日） | 研修生     | 同時にハロプロも卒業                                     | 元カントリー・ガールズ   |
| 植村あかり (うえむら あかり) | あーりー （うえむー） | 1998年12月30日（26歳） | O型    | 大阪府   | メロン           |      | 2013年2月25日 | 2024年6月14日 日本武道館      | 14歳-25歳          | 4127日 （11年3か月と20日） | 研修生     | 同時にハロプロも卒業                                     |                          |

### リーダー
| 代 | リーダー   | 期間                           | 日数                     | 年齢        |
| -- | ---------- | ------------------------------ | ------------------------ | ----------- |
| 1  | 宮崎由加   | 2013年6月13日 - 2019年6月17日  | 2195日 （6年と4日）      | 19歳 - 25歳 |
| 2  | 金澤朋子   | 2019年6月18日 - 2021年11月24日 | 890日 （2年5ヶ月と6日）  | 23歳 - 26歳 |
| 3  | 植村あかり | 2021年11月25日 - 2024年6月14日 | 932日 （2年6ヶ月と20日） | 22歳 - 25歳 |
| 4  | 段原瑠々   | 2024年6月15日 - 現在           | 継続中                   | 23歳 - 現在 |

### サブリーダー
| 代 | サブリーダー | 期間                           | 日数                     | 年齢        |
| -- | ------------ | ------------------------------ | ------------------------ | ----------- |
| 1  | 金澤朋子     | 2013年6月13日 - 2019年6月17日  | 2195日 （6年と4日）      | 17歳 - 23歳 |
| 2  | 高木紗友希   | 2019年6月18日 - 2021年2月12日  | 605日 （1年7ヶ月と25日） | 22歳 - 23歳 |
| 3  | 稲場愛香     | 2021年12月31日 - 2022年5月30日 | 150日 （4ヶ月と30日）    | 24歳 - 24歳 |
| 3  | 段原瑠々     | 2021年12月31日 - 2024年6月14日 | 896日 （2年5ヶ月と14日） | 20歳 - 23歳 |
| 4  | 井上玲音     | 2024年6月15日 - 現在           | 継続中                   | 22歳 - 現在 |

## グループ編成
| 日時           | メンバー                                                       | 増減 | 人数 | 発売シングル                             |
| -------------- | -------------------------------------------------------------- | ---- | ---- | ---------------------------------------- |
| 2013年2月25日  | 宮崎由加、金澤朋子、高木紗友希、大塚愛菜、宮本佳林、植村あかり |      | 6人  | I1・I2・I3                               |
| 2013年7月5日   | 大塚愛菜 脱退                                                  | －1  | 5人  | 1・2・3・4・5・6・7・配1・8・9・配2・配3 |
| 2017年6月26日  | 梁川奈々美、段原瑠々 加入                                      | ＋2  | 7人  | D1・10                                   |
| 2018年6月13日  | 稲場愛香 加入                                                  | ＋1  | 8人  | 11                                       |
| 2019年3月11日  | 梁川奈々美 卒業                                                | －1  | 7人  | 12                                       |
| 2019年6月14日  | 工藤由愛、松永里愛 加入                                        | ＋2  | 9人  |                                          |
| 2019年6月17日  | 宮崎由加 卒業                                                  | －1  | 8人  |                                          |
| 2020年4月1日   | 井上玲音 加入                                                  | ＋1  | 9人  | 13                                       |
| 2020年12月10日 | 宮本佳林 卒業                                                  | －1  | 8人  |                                          |
| 2021年2月12日  | 高木紗友希 脱退                                                | －1  | 7人  | 14                                       |
| 2021年7月7日   | 有澤一華、入江里咲、江端妃咲 加入                              | ＋3  | 10人 |                                          |
| 2021年11月24日 | 金澤朋子 卒業                                                  | －1  | 9人  | 15                                       |
| 2022年5月30日  | 稲場愛香 卒業                                                  | －1  | 8人  |                                          |
| 2022年6月29日  | 石山咲良、遠藤彩加里 加入                                      | ＋2  | 10人 | 16                                       |
| 2023年5月23日  | 川嶋美楓 加入                                                  | ＋1  | 11人 | 17・18                                   |
| 2024年6月14日  | 植村あかり 卒業                                                | －1  | 10人 | 19                                       |
| 2025年6月23日  | 林仁愛 加入                                                    | ＋1  | 11人 | 20                                       |

1. ↑  2019年10月23日に追加リリースした通常盤Cに収録されている「『ひとりで生きられそう』って それってねえ、褒めているの?(New Vocal Ver.)」には工藤由愛・松永里愛も参加。
2. ↑  井上玲音は不参加。
3. ↑  金澤朋子も参加。
4. 1 2  川嶋美楓は不参加。
5. ↑  入江里咲は一部不参加。

## 略歴

### 2013年 - 2014年：結成・メジャーデビュー、初代リーダー宮崎
2013年2月3日、福岡国際会議場メインホールにて行われたハロー!プロジェクトのコンサートにおいて、ハロプロ研修生の宮本佳林・高木紗友希・大塚愛菜・植村あかり・金澤朋子の5名と宮崎由加の計6名により新ユニットが結成されることが発表された。
2月25日、グループ名が『Juice=Juice』であることが発表された。なお、公式サイトではこの日を結成日としている。また、つんく♂から各メンバーの担当フルーツ (メンバーカラーに相当) が発表された。
各メンバーの担当フルーツは以下の通り、
- 植村：メロン、宮崎：ピーチ、高木：レモン、宮本：ぶどう、大塚：オレンジ、金澤：りんご

4月3日、シングル『私が言う前に抱きしめなきゃね』でインディーズデビュー。6月13日、池袋サンシャインシティ・アルパ噴水広場で初のフリーイベントを開催し、2013年夏に『ロマンスの途中』でメジャーデビューすることと、宮崎がリーダー、金澤がサブリーダーに就任することが発表された。
7月5日、大塚がJuice=Juiceおよびハロプロ研修生から脱退することが発表された。
2013年9月11日、トリプルA面シングル『ロマンスの途中/私が言う前に抱きしめなきゃね(MEMORIAL EDIT)/五月雨美女がさ乱れる(MEMORIAL EDIT)』でメジャーデビュー。11月、第55回日本レコード大賞の新人賞を受賞した。
2014年6月13日、初の単独ライブツアー「Juice=Juice ファーストライブツアー2014〜2015 News=News 〜各地よりお届けします!〜」が大阪・心斎橋のFANJ-twiceより開始された。 ツアー最終日は2015年4月25日の札幌公演で、ファーストライブツアーとしてはハロー!プロジェクト最長の開催期間となった。
11月19日 - 11月24日、紀伊國屋サザンシアターにて、初主演ミュージカルとなる、演劇女子部「ミュージカル 恋するハローキティ」を上演。

### 2015年 - 2016年：初のシングル1位、日本武道館単独公演への道のり
2015年4月14日、6thシングル『Wonderful World/Ça va ? Ça va ?』（4月8日発売）がオリコン週間シングルランキングで初の1位を獲得した。
10月8日、フジテレビ系で2016年放送予定の連続ドラマ「武道館」(2月6日 - 3月26日)にて、主人公のアイドルユニット「NEXT YOU」役を演じることが発表され、以降は放送期間終了までJuice=Juiceと平行して「NEXT YOU」名義でライブやイベントなどの活動を行った。
2015年5月2日、初のホール単独公演「Juice=Juiceファーストライブツアー2015 特別編!! 〜Special Juice〜」を中野サンプラザで開催。同公演にて、翌2016年に日本武道館で単独公演を行うことを目標とし、これを実現させるために日本全国で単独ライブを220公演行うという目標を発表した。
6月21日、「Juice=Juice LIVE MISSION 220 ～Code1→Begin to Run～」を横浜ベイホールにて初日を迎えた。
10月3・4日、初の海外単独公演「Juice=Juice LIVE MISSION 220 in Taipei & Hong Kong」を台北市と香港にて行なった。
2016年5月4日、中野サンプラザで行われた公演で、前述の220公演を行える見通しがついたことが報告され、合わせて11月7日に日本武道館で単独公演が行われることが発表された。
10月22日、愛媛公演で220公演を達成し、29日の沖縄公演にて、約1年半に亘った「Juice=Juice LIVE MISSION 220」全225公演を完了。
11月7日、初の日本武道館単独公演を開催。

### 2017年 - 2018年：初の追加メンバーとワールドツアー開催
2017年6月26日、カントリー・ガールズの梁川奈々美とハロプロ研修生の段原瑠々が新メンバーとして加入することが発表された、なお、梁川はカントリー・ガールズとの兼任。グループ結成5年目に初となる増員でもある。
9月8日 - 10月1日、初のワールドツアーを開催、メキシコ、イギリス、フランス、ドイツ、マレーシア、インドネシア、中華民国（台湾）の7ヵ国で公演を行った。12月にはペルー、チリ、ブラジルで追加公演が行われた。
11月20日、2回目の日本武道館公演「Juice=Juice LIVE AROUND 2017 FINAL at 日本武道館 ～Seven Squeeze!～」を梁川・段原の7人体制で開催。
2018年6月13日、元カントリー・ガールズの稲場愛香が新メンバーとして夏のハロー!プロジェクト・コンサートより加入し、活動することが発表された。7月14日、『Hello! Project 20th Anniversary!! Hello! Project 2018 SUMMER 〜ALL FOR ONE〜』の初日公演にて、Juice=Juiceとして初めてライブステージに立った。
11月2日、梁川が2019年3月をもって、Juice=Juice、カントリー・ガールズ及びハロー!プロジェクトを卒業することが発表された。
12月21日、宮崎が2019年の春ツアーをもってJuice=Juiceおよびハロー!プロジェクトを卒業することが発表された。

### 2019年 - 2020年：宮崎卒業と2代目リーダー金澤
2019年3月11日、梁川がZepp Tokyoで行われた「Juice=Juice＆カントリー・ガールズ LIVE 〜梁川奈々美 卒業スペシャル〜」公演をもってJuice=Juiceとカントリー・ガールズの両グループ、およびハロー!プロジェクトを卒業及び芸能界引退。
6月14日、ハロプロ研修生北海道の工藤由愛とハロプロ研修生の松永里愛が新メンバーとして加入することがJuice=Juice公式YouTubeチャンネルにて発表された。
6月17日、宮崎が日本武道館で行われた「ハロプロ プレミアム Juice=Juice CONCERT TOUR 2019 〜JuiceFull!!!!!!!〜 FINAL 宮崎由加卒業スペシャル」公演をもってJuice=Juiceおよびハロー!プロジェクトを卒業。
6月18日、金澤が2代目リーダー・高木がサブリーダーとして就任。
12月4日、初の国立代々木競技場第一体育館単独公演「Juice=Juice Concert 2019 〜octopic!〜」を開催。
2020年2月10日、宮本が6月をもってJuice=Juiceおよびハロー!プロジェクトを卒業することが発表された。
4月1日、元こぶしファクトリーの井上玲音が新メンバーとして加入することが発表された。
4月21日、新型コロナウイルス感染症による被害拡大により、ハロー!プロジェクトの6月いっぱいの公演が中止になったことを受け、6月3日に予定されていた宮本の卒業を延期することが発表された。10月23日、宮本が12月10日の日本武道館公演をもってJuice=Juice及びハロー!プロジェクトを卒業することが正式に決定した。
12月10日、宮本が日本武道館で行われた「Juice=Juice コンサート2020 〜続いていくSTORY〜 宮本佳林卒業スペシャル」公演をもってJuice=Juiceおよびハロー!プロジェクトを卒業した。

### 2021年 - 2023年：金澤卒業と3代目リーダー植村、初のアルバム1位
2021年1月20日、つばきファクトリーと合同での新メンバーオーディション「ハロー!プロジェクト「Juice=Juice」「つばきファクトリー」合同新メンバーオーディション」を開催することが発表された。
2月12日、高木が恋愛報道されたことに関して「ハロー!プロジェクトのメンバーとして、自覚を欠いていると総合的に判断」し、ハロー!プロジェクト及びJuice=Juiceの活動を終了したことが発表される。3月31日付で所属事務所であるアップフロントプロモーションとの専属契約も解除。
7月7日、ハロー!プロジェクトのYouTube番組『ハロ!ステ』にて、『ハロー!プロジェクト「Juice=Juice」「つばきファクトリー」合同新メンバーオーディション』の合格者である入江里咲、およびハロプロ研修生からの昇格組である有澤一華、江端妃咲がJuice=Juiceに加入すると発表された。
10月6日、金澤が11月24日の横浜アリーナ公演をもってJuice=Juiceおよびハロー!プロジェクトを卒業することが発表された。
11月24日、金澤が「Juice=Juice Concert 2021 ～FAMILIA～ 金澤朋子ファイナル」横浜アリーナ公演をもってJuice=Juiceおよびハロー!プロジェクトを卒業。初の横浜アリーナ公演。
11月25日、植村が3代目リーダーに就任。12月31日、中野サンプラザで行われた『Hello! Project Year-End Party 2021 〜 GOOD BYE & HELLO ! 〜』第2部にて、稲場と段原がサブリーダーに就任したことが発表。
2022年4月26日、3rdアルバム『terzo』（4月20日発売）がオリコン週間アルバムランキングで初の1位を獲得した。
5月30日、稲場が日本武道館公演「Juice=Juice CONCERT TOUR 〜terzo〜 FINAL 稲場愛香卒業スペシャル」公演をもってJuice=Juiceおよびハロー!プロジェクトを卒業。
6月29日、ハロー!プロジェクトのYouTube番組『ハロ!ステ』にて、1月に発表されたモーニング娘。'22と合同での新メンバーオーディション「ハロー!プロジェクト「モーニング娘。'22」「Juice=Juice」合同新メンバーオーディション」の合格者である遠藤彩加里、およびハロプロ研修生からの昇格組である石山咲良が加入することを発表。
2023年5月23日、ハロプロ研修生の川嶋美楓が新メンバーとして加入することがハロー!プロジェクトの公式サイトにて発表。
8月16日、植村が2024年に予定されている春ツアーをもってJuice=Juiceおよびハロー!プロジェクトを卒業することが発表された。
10月26日、川嶋が突発性難聴の治療に専念するため、しばらくの間活動を休止することが発表される。

### 2024年 - ：植村卒業と4代目リーダー段原
2024年4月20日、川嶋が「Juice=Juice Concert Tour 2024 1-LINE」ハーモニーホール座間初日公演より活動を再開。
6月8日、「Juice=Juice Concert Tour 2024 1-LINE」広島公演にて、段原瑠々が4代目リーダー、井上玲音がサブリーダーに就任することが発表された。
6月14日、植村が日本武道館にて開催された「Juice=Juice Concert Tour 2024 1=LINE 植村あかり卒業スペシャル」をもってJuice=Juiceおよびハロー!プロジェクトを卒業。これによりグループの結成メンバー並びに20世紀生まれが全員卒業した。
7月1日、入江がパニック障害の治療に専念するため、活動を休止することが発表された。9月12日、入江の活動休止について、年内を目処とすることが発表された。
2025年2月2日、入江がファンクラブイベント「Miracle×Juice×Box×結成Party！」よりステージ活動を再開。
2025年6月23日、日本武道館で開催された春の全国ツアー最終公演「Juice=Juice Concert Tour 2025 Crimson×Azure Special」において、林仁愛がハロプロ研修生から新メンバーとして加入することが発表された。

## 作品
※シングル、アルバムの「最高位」は「オリコン週間ランキング」に準拠

### シングル
|                                    | 発売日                         | タイトル                                                                                         | 最高位                         | 備考                                                 |                                |
| インディーズ（UP-FRONT WORKS）     | インディーズ（UP-FRONT WORKS） | インディーズ（UP-FRONT WORKS）                                                                   | インディーズ（UP-FRONT WORKS） | インディーズ（UP-FRONT WORKS）                       | インディーズ（UP-FRONT WORKS） |
| ---------------------------------- | ------------------------------ | ------------------------------------------------------------------------------------------------ | ------------------------------ | ---------------------------------------------------- | ------------------------------ |
| 1                                  | 2013年04月03日                 | 私が言う前に抱きしめなきゃね                                                                     | 25位                           | インディーズチャートでは3位。                        |                                |
| 2                                  | 2013年05月08日                 | 五月雨美女がさ乱れる                                                                             | 153位                          | 2013年5月8日、限定販売開始 同年6月12日、一般販売開始 |                                |
| 3                                  | 2013年06月12日                 | 天まで登れ!                                                                                      | -位                            | 「ハロプロ研修生 feat. Juice=Juice」名義、限定販売   |                                |
| メジャー（hachama/UP-FRONT WORKS） |                                |                                                                                                  |                                |                                                      |                                |
| 1                                  | 2013年09月11日                 | ロマンスの途中/ 私が言う前に抱きしめなきゃね(MEMORIAL EDIT)/ 五月雨美女がさ乱れる(MEMORIAL EDIT) | 2位                            | トリプルA面シングル                                  |                                |
| 2                                  | 2013年12月04日                 | イジワルしないで 抱きしめてよ/ 初めてを経験中                                                    | 4位                            |                                                      |                                |
| 3                                  | 2014年03月19日                 | 裸の裸の裸のKISS/ アレコレしたい!                                                                | 3位                            |                                                      |                                |
| 4                                  | 2014年07月30日                 | ブラックバタフライ/ 風に吹かれて                                                                 | 4位                            |                                                      |                                |
| 5                                  | 2014年10月01日                 | 背伸び/ 伊達じゃないよ うちの人生は                                                              | 4位                            |                                                      |                                |
| 6                                  | 2015年04月08日                 | Wonderful World/ Ça va ? Ça va ?                                                                 | 1位                            | 初のオリコン週間シングルランキング1位                |                                |
| 7                                  | 2016年02月03日                 | Next is you!/ カラダだけが大人になったんじゃない                                                 | 3位                            | 「Next is you!」はNEXT YOU名義                       |                                |
| 8                                  | 2016年10月26日                 | Dream Road〜心が躍り出してる〜/ KEEP ON 上昇志向!!/ 明日やろうはバカやろう                       | 5位                            |                                                      |                                |
| 9                                  | 2017年04月26日                 | 地団駄ダンス/ Feel!感じるよ                                                                      | 3位                            |                                                      |                                |
| 10                                 | 2018年04月18日                 | SEXY SEXY/ 泣いていいよ/ Vivid Midnight                                                          | 3位                            |                                                      |                                |
| 11                                 | 2019年02月13日                 | 微炭酸/ ポツリと/ Good bye & Good luck!                                                          | 3位                            | 初のゴールドディスク認定                             |                                |
| 12                                 | 2019年06月05日                 | 「ひとりで生きられそう」って それってねえ、褒めているの?/ 25歳永遠説                             | 3位                            | 通常版C、同年10月23日追加発売                        |                                |
| 13                                 | 2020年04月01日                 | ポップミュージック/ 好きって言ってよ                                                             | 3位                            |                                                      |                                |
| 14                                 | 2021年04月28日                 | DOWN TOWN/ がんばれないよ                                                                        | 3位                            | 3月24日発売予定だったが延期                          |                                |
| 15                                 | 2021年12月22日                 | プラスティック・ラブ/ Familia/ Future Smile                                                      | 3位                            |                                                      |                                |
| 16                                 | 2022年11月23日                 | 全部賭けてGO!!/ イニミニマニモ〜恋のライバル宣言〜                                               | 5位                            |                                                      |                                |
| 17                                 | 2023年07月12日                 | プライド・ブライト/ FUNKY FLUSHIN'                                                               | 2位                            |                                                      |                                |
| 18                                 | 2024年05月15日                 | トウキョウ・ブラー/ ナイモノラブ/ おあいこ                                                       | 2位                            |                                                      |                                |
| 19                                 | 2025年02月26日                 | 初恋の亡霊/ 今夜はHearty Party                                                                   | 4位                            |                                                      |                                |
| 20                                 | 2025年10月08日                 | 四の五の言わず 颯(さっ)と別れてあげた/ 盛れ!ミ・アモーレ                                         | TBA                            |                                                      |                                |

#### 配信シングル
|   | 開始日         | タイトル        | 備考                           |
| - | -------------- | --------------- | ------------------------------ |
| 1 | 2017年08月23日 | Fiesta! Fiesta! | 8月2日よりiTunesにて先行配信。 |

#### 配信限定
|   | 開始日         | タイトル                 | 備考                                 |
| - | -------------- | ------------------------ | ------------------------------------ |
| 1 | 2016年03月02日 | 大人の事情               | NEXT YOU名義、ドラマ「武道館」挿入歌 |
| 2 | 2017年05月19日 | Goal〜明日はあっちだよ〜 |                                      |
| 3 | 2017年06月16日 | 如雨露                   |                                      |

#### コラボレーション
- YEAH YEAH YEAH/憧れのStress-free/花、闌の時（2018年9月26日） - ハロプロ・オールスターズ名義

### アルバム
|                    | 発売日             | タイトル                                                            | 最高位             | 備考                                                                              |                    |
| オリジナルアルバム | オリジナルアルバム | オリジナルアルバム                                                  | オリジナルアルバム | オリジナルアルバム                                                                | オリジナルアルバム |
| ------------------ | ------------------ | ------------------------------------------------------------------- | ------------------ | --------------------------------------------------------------------------------- | ------------------ |
| 1                  | 2015年07月15日     | First Squeeze!                                                      | 5位                | 2枚組（通常盤のみ3枚組）                                                          |                    |
| 2                  | 2018年08月01日     | Juice=Juice#2 -¡Una más!-                                           | 4位                | 2枚組                                                                             |                    |
| 3                  | 2022年04月20日     | terzo                                                               | 1位                | 2枚組 初のオリコン週間アルバムランキング1位                                       |                    |
| ベストアルバム     |                    |                                                                     |                    |                                                                                   |                    |
| 1                  | 2023年10月11日     | Juicetory                                                           | 4位                | 初回生産限定盤Blu-rayで「Juice=Juice CONCERT TOUR ～final: nouvelle vague～」収録 |                    |
| ミニアルバム       |                    |                                                                     |                    |                                                                                   |                    |
| 1                  | 2014年12月24日     | 演劇女子部「ミュージカル 恋するハローキティ」オリジナルミニアルバム | -                  | サウンドトラック UP-FRONT WORKSレーベル名義で発売 2014年11月19日から劇場先行販売  |                    |
| デジタルアルバム   |                    |                                                                     |                    |                                                                                   |                    |
| 1                  | 2024年05月29日     | Juice=Juice 10th Anniversary Concert Tour 2023 Final ～Juicetory～  | 13位               | ライブ音源 UP-FRONT WORKSレーベル名義で発売                                       |                    |

### 映像作品

#### ライブ・コンサート
|    | 発売日         | タイトル                                                                                            | ジャンル    | 備考                                                                       |
| -- | -------------- | --------------------------------------------------------------------------------------------------- | ----------- | -------------------------------------------------------------------------- |
| 1  | 2014年04月16日 | ナルチカ2013秋 Berryz工房×Juice=Juice                                                               | BD、DVD     | Berryz工房と共同名義                                                       |
| 2  | 2015年03月18日 | 10月10日はJuice=Juiceの日 〜1st Season〜                                                            | DVD         |                                                                            |
| 3  | 2015年08月19日 | Juice=Juice ファーストライブツアー2015 ～Special Juice～                                            | BD、DVD     |                                                                            |
| 4  | 2016年03月02日 | Juice=Juice LIVE MISSION 220 in Taipei & Hong Kong                                                  | DVD         |                                                                            |
| 5  | 2016年08月17日 | Juice=Juice LIVE MISSION 220 ～Code3 Special→Growing Up!～                                          | BD、DVD     |                                                                            |
| 6  | 2017年02月22日 | Juice=Juice LIVE MISSION FINAL at 日本武道館                                                        | BD、DVD     |                                                                            |
| 7  | 2017年08月09日 | Juice=Juice LIVE AROUND 2017 ～NEXT ONE SPECIAL～                                                   | BD、DVD     |                                                                            |
| 8  | 2018年03月07日 | Juice=Juice LIVE AROUND 2017 FINAL at 日本武道館 ～Seven Squeeze!～                                 | BD、DVD     |                                                                            |
| 9  | 2018年04月25日 | Juice=Juice LIVE AROUND 2017～World Tour～                                                          | DVD         |                                                                            |
| 10 | 2018年09月12日 | Juice=Juice LIVE GEAR 2018 ～Go ahead SPECIAL～                                                     | BD、DVD     |                                                                            |
| 11 | 2018年12月05日 | OTODAMA SEA STUDIO 2018 ～J=J Summer Special～                                                      | DVD         |                                                                            |
| 12 | 2019年02月06日 | Juice=Juice LIVE 2018 at NIPPON BUDOKAN TRIANGROOOVE                                                | BD、DVD     |                                                                            |
| 13 | 2019年07月10日 | Juice=Juice＆カントリー・ガールズ LIVE ～梁川奈々美 卒業スペシャル～                                | BD、DVD     | カントリー・ガールズと共同名義                                             |
| 14 | 2019年10月16日 | ハロプロ プレミアム Juice=Juice CONCERT TOUR 2019 ～JuiceFull!!!!!!!～ FINAL 宮崎由加卒業スペシャル | BD2枚組 DVD |                                                                            |
| 15 | 2019年12月11日 | OTODAMA SEA STUDIO 2019 supported by POCARI SWEAT J=J Summer Special                                | DVD         |                                                                            |
| 16 | 2020年04月15日 | Juice=Juice Concert 2019 ～octopic!～                                                               | BD、DVD     |                                                                            |
| 17 | 2021年04月21日 | Hello! Project presents...「Premier seat」 ～Juice=Juice Premium～                                  | BD          |                                                                            |
| 18 | 2021年05月12日 | Juice=Juice コンサート2020 〜続いていくSTORY〜 宮本佳林卒業スペシャル                               | BD2枚組 DVD |                                                                            |
| 19 | 2021年10月13日 | Juice=Juice 14th シングルリリース記念スペシャルライブComplete Edition.                              | BD          |                                                                            |
| 20 | 2022年03月30日 | Juice=Juice Concert 2021 ～FAMILIA～ 金澤朋子ファイナル                                             | BD、DVD     |                                                                            |
| 21 | 2022年10月19日 | Juice=Juice CONCERT TOUR 〜terzo〜 FINAL 稲場愛香卒業スペシャル                                     | BD、DVD     |                                                                            |
| 22 | 2023年02月08日 | Juice=Juice CONCERT TOUR ～terzo bis～                                                              | BD2枚組     | Disc2は『Juice=Juice FCイベント2022 ～10月10日はJuice=Juiceの日!～』を収録 |
| 23 | 2023年12月06日 | Juice=Juice 10th ANNIVERSARY CONCERT TOUR ～10th Juice at BUDOKAN～                                 | BD、DVD     |                                                                            |
| 24 | 2024年05月29日 | Juice=Juice 10th Anniversary Concert Tour 2023 Final ～Juicetory～                                  | BD、DVD     |                                                                            |
| 24 | 2024年10月23日 | Juice=Juice Concert Tour 2024 1=LINE 植村あかり卒業スペシャル                                       | BD          |                                                                            |
| 25 | 2025年04月23日 | Juice=Juice Concert Tour 2024 TRIANGROOOVE2 Special                                                 | BD          |                                                                            |

#### 舞台
|   | 発売日         | タイトル                                       | ジャンル      |
| - | -------------- | ---------------------------------------------- | ------------- |
| 1 | 2015年03月04日 | 演劇女子部「ミュージカル 恋するハローキティ」  | DVD（CD付属） |
| 2 | 2019年01月16日 | 演劇女子部「タイムリピート～永遠に君を想う～」 | DVD（CD付属） |

#### その他
|   | 発売日         | タイトル                              | ジャンル     |
| - | -------------- | ------------------------------------- | ------------ |
| 1 | 2014年01月09日 | Juice=Juiceプロフィールムービー完全版 | DVD          |
| 2 | 2016年07月06日 | ドラマ 武道館                         | BD（CD付属） |

## 公演

### 合同ライブ・コンサート
- ハロプロ研修生 発表会2013 〜春の公開実力診断テスト〜（2013年5月5日、中野サンプラザ）[197]
- ハロプロ研修生 発表会2013 〜6月の生タマゴShow!〜（2013年6月8日・15日、メルパルクTOKYO・御堂会館）[198]
- ハロプロ研修生 発表会2013 〜9月の生タマゴShow!〜（2013年9月15日・21日、横浜BLITZ・東別院ホール）[199]
- ナルチカ2013秋 Berryz工房×Juice=Juice（2013年10月12日 - 11月17日、全16公演）[200]
- ハロプロ研修生 発表会2013 〜12月の生タマゴShow!〜（2013年12月7日・8日・21日、東別院ホール・なんばHatch・ディファ有明）[201]
- ハロプロ研修生 発表会2014 〜2月・3月の生タマゴShow!〜（2014年2月23日・3月2日・9日、Zepp Tokyo・Zepp Nagoya・なんばHatch）[202]
- ハロプロ研修生 発表会2014 〜6月の生タマゴShow!〜（2014年6月1日・7日・14日、Zepp Nagoya・ディファ有明・Zepp Namba）
- ハロプロ研修生 発表会2014 〜9月の生タマゴShow!〜（2014年9月7日・15日、Zepp Nagoya・ディファ有明）
- Juice=Juice＆カントリー・ガールズ LIVE（2019年2月14日、Zepp Namba）[203]
- Juice=Juice＆カントリー・ガールズ LIVE 〜梁川奈々美 卒業スペシャル〜（2019年3月11日、Zepp Tokyo）[204]
- スカパー!カケルフェス!～Juice=Juice × 山崎あおい～（2022年8月15日、中野サンプラザ）
- さよなら中野サンプラザ音楽祭（2023年6月8日、中野サンプラザ）[205]
- 平安神宮 月音夜 ～京都名月コンサート2023～ HEIANJINGU TSUKI OTOYO（2023年9月30日、平安神宮）
- FRUITS ZIPPER × Juice=Juice フルーツジュース（2023年11月23日、岸和田市立浪切ホール(南海浪切ホール) 大ホール）
- SHIGA IDOL COLLECTION  “PREMIUM”（2024年12月7日、近江八幡市文化会館 大ホール）
- Hello! Project 研修生発表会 2025 3月「Spring Is Here !」（2025年3月2日・9日、Zepp DiverCity・Zepp Namba）[206]
- Live Synergy 2025 Anniversary Edition（2025年11月6日、LIQUIDROOM）- フィロソフィーのダンスとのツーマンライブ

#### ハロー!プロジェクト コンサート
- ハロー!プロジェクトの作品・出演一覧#メンバーの合同コンサート（特別公演）を参照。Juice=Juiceはこのうち、合同コンサートは Hello! Project 春の大感謝 ひな祭りフェスティバル2013 （2013年3月2日 - 3日、パシフィコ横浜）から参加し、以降毎年同コンサートに出演。
- Hello! Project コンサートについては、ハロー!プロジェクトの作品・出演一覧#Hello! Project コンサートを参照。Juice=Juiceは2013年7月 - 8月に行われた「Hello! Project 2013 SUMMER COOL HELLO!」以降のものに毎回参加している。

### コンサート帯同
- モーニング娘。コンサートツアー2013春 ミチシゲ☆イレブンSOUL ～田中れいな卒業記念スペシャル～（オープニングアクト、2013年3月16日 - 5月4日、5都市18公演）
- Berryz工房コンサートツアー2013春 ～Berryzマンション入居者募集中！～（オープニングアクト、2013年4月7日、渋谷公会堂）
- ℃-uteコンサートツアー2013春～トレジャーボックス～（オープニングアクト、2013年4月20日、ハーモニーホール座間）[207]
- ℃-ute武道館コンサート2013『Queen of J-POP～たどり着いた女戦士～』（オープニングアクト、2013年9月9日・10日、日本武道館）
- モーニング娘。コンサートツアー2013秋 〜CHANCE!〜（オープニングアクト・ゲストアクト、2013年11月28日、日本武道館）[208]
- Berryz工房10周年記念日本武道館スッぺシャルライブ2013～やっぱりあなたなしでは生きてゆけない～（オープニングアクト、2013年11月29日、日本武道館）[209]
- スマイレージ LIVE 2014夏 FULL CHARGE ～715(なぁ いこう) 日本武道館～（スペシャルゲスト、2014年7月15日、日本武道館）[210]
- モーニング娘。'14コンサートツアー秋 GIVE ME MORE LOVE ～道重さゆみ卒業記念スペシャル～（オープニングアクト、2014年11月26日、横浜アリーナ）[211]
- Berryz工房 ラストコンサート2015 Berryz工房行くべぇ～!（オープニングアクト、2015年3月3日、日本武道館）[212]
- アンジュルム STARTING LIVE TOUR SPECIAL @日本武道館 『大器晩成』（オープニングアクト、2015年5月26日、日本武道館）[213]
- 9→10周年記念℃-uteコンサートツアー2015春〜The Future Departure〜（オープニングアクト、2015年6月11日、横浜アリーナ）[214]
- ℃-ute ラストコンサート in さいたまスーパーアリーナ 〜Thank you team℃-ute〜（オープニングアクト、2017年6月12日、さいたまスーパーアリーナ）[215]
- 嗣永桃子ラストライブ ♥ありがとう おとももち♥（オープニングアクト、2017年6月30日、青海野外特設会場）[216]

### イベント
- 演劇女子部ミュージカル『恋するハローキティ』感謝祭（2015年9月3日、池袋サンシャイン劇場）[217]
- Juice=Juice聖誕見面會/Juice=Juiceのクリスマス会（2018年12月16日、香港・大埔超級城C區）
- エアトリ presents 毎日がクリスマス 2019〜J=J Christmas Special〜（2019年12月11日、横浜赤レンガ倉庫1号館 3Fホール）
- Juice=Juice スペシャルイベント2020 ～10月10日はJuice=Juiceの日!～（2020年10月10日、CLUB CITTA'）[218]
- GTFグリーンチャレンジデー2021オンライン（2021年11月6日） - 稲場・工藤・有澤
- FM OSAKA × Juice=Juice ～U-story ～（2024年4月29日、COOL JAPAN PARK OSAKA WWホール）[219]
- SPACE SHOWER TV presents Juice=Juice SUMMER Party supported by J:COM（2025年7月17日、大宮ソニックシティ 大ホール）

### 音楽フェス

#### 2013年
- OGA歌謡祭（7月14日、男鹿市船川港内特設ステージ）[220]
- ぽにきゃん!アイドル倶楽部 感謝祭〜ライバルのライバルはアイドル!〜（9月1日、山野ホール）[221]
- BOMBER-E 秋まつりアイドル裏のウラのうらLIVE（9月29日、久屋広場特設ステージ）[222]
- CLUB CITTA' 25th Anniversary CITTA IDOL FORCE（12月14日、CLUB CITTA'）[223]

#### 2014年
- LIVE GiRL POP Vol.3 〜flowery〜（4月27日、中野サンプラザ）[224]
- BOMBER-E『SAKURA FES.2014』〜ガールズフェスティバル〜（5月4日、日本特殊陶業市民会館）[225]
- ぽにきゃん!アイドル倶楽部 感謝祭〜アイドルサバイバル〜（5月10日、ディファ有明）[226]
- テレビ朝日・六本木ヒルズ 夏祭り SUMMER STATION『SUMMER STATION 音楽LIVE』（7月22日、六本木ヒルズアリーナ）[227]
- SALONKITTY the 20th anniversary "IDLE GOSSIP" Vo.2（8月14日、松山サロンキティ）[228]
- ピンクス＆コピンクス! スペシャルライブ2014 〜嘘みたいな今日〜（9月23日、静岡市清水文化会館）[229]

#### 2015年
- 春のPON!祭り（3月26日、日テレタワー PON!スペシャルステージ）[230]
- ニコニコ超会議 超音楽祭2015（4月26日、幕張メッセ）[231]
- 本格音楽女子祭-其の六-（5月19日、TSUTAYA O-EAST）[232]
- @JAM 2015（5月30日、Zepp DiverCity）[233]
- SCRAMBLE FES 2015（6月7日、TSUTAYA O-WEST）[234]

#### 2016年
- ピンクス＆コピンクス! ラストライブ2016 MOMENT memories / memorize（3月12日、ディファ有明）[235]
- スカパー! Presents『FULL CHORUS ～音楽は、フルコーラス～』 in 日本武道館（7月29日、日本武道館）[236]
- THE LIVE SPECIAL Vol.3×アイドル魂 なだれ坂ロック!（9月28日、渋谷WWW X）[237]

#### 2017年
- @JAM×TALE in Hong Kong 2017（2月11日・12日、香港・Music Zone @ E-Max）[238]
- TBC開局65周年 震災復興支援イベント TBC夏まつり2017 〜イチばん近くに〜（7月23日、仙台会場・匂当台公園市民広場）[239]
- テレビ朝日・六本木ヒルズ 夏祭り SUMMER STATION『コカ・コーラ SUMMER STATION 音楽LIVE』（8月1日、六本木ヒルズアリーナ）[240]
- @JAM EXPO 2017（8月26日、横浜アリーナ）[241]

#### 2018年
- テレビ朝日・六本木ヒルズ 夏祭り SUMMER STATION『コカ・コーラ SUMMER STATION 音楽LIVE』（7月26日、六本木ヒルズアリーナ）[242]
- @JAM EXPO 2018（8月25日、横浜アリーナ）[243]
- 大名娛樂三十週年晚宴（12月15日、香港・九龍湾国際展貿中心） - 非公開

#### 2019年
- ROCK ON JAPAN 2019（3月24日、香港・MacPherson Stadium）
- VIVA LA ROCK EXTRA 「ビバラポップ! 2019」（5月2日、さいたまスーパーアリーナ ）[244]
- rockin'on presents ROCK IN JAPAN FESTIVAL 2019（8月4日、国営ひたち海浜公園 BUZZ STAGE）[245]
- rockin'on presents COUNTDOWN JAPAN 19/20（12月29日、幕張メッセ国際展示場 ASTRO ARENA）

#### 2022年
- TOKYO IDOL FESTIVAL2022（8月5日、お台場・青海周辺エリア SMILE GARDEN・HOT STAGE）[246]
- でか美祭2022～8月8日はでか美ちゃんINFINITY∞～（8月8日、Spotify O-EAST） - BEYOOOOONDSの代打出演[247]
- rockin'on presents COUNTDOWN JAPAN 22/23（12月29日、幕張メッセ国際展示場1～8ホール・イベントホール COSMO STAGE）

#### 2023年
- 52OSAKA ～Girls Castle～（2月19日、大阪城ホール）
- POPPIN' BASE in KYOTO 2023（6月3日、KBSホール）
- AYAKARNIVAL2023（6月16日、EX THEATER ROPPONGI）
- TOKYO IDOL FESTIVAL 2023 supported by にしたんクリニック（8月4日、お台場・青海周辺エリア）
- ROCK IN JAPAN FESTIVAL 2023（8月13日、千葉市蘇我スポーツ公園 PARK STAGE）
- Love from Orchestra（11月12日、東京オペラシティ コンサートホール）
- ちかっぱ祭2023（11月26日、福岡サンパレス ホテル&ホール）
- 超 I dol Fes（12月21日、大宮ソニックシティ 大ホール）

#### 2024年
- UNIDOL 2023-24 Winter 決勝戦/敗者復活戦（2月13日、KT Zepp Yokohama） - シークレットゲスト
- LuckyFes'24（7月15日、国営ひたち海浜公園）
- TOKYO IDOL FESTIVAL 2024（8月4日、お台場・青海周辺エリア）
- ROCK IN JAPAN FESTIVAL 2024（8月12日、千葉市蘇我スポーツ公園）
- Motegi Night Live（10月4日、モビリティリゾートもてぎ Motoステージ）
- Love from Orchestra 2024 AUTUMN SPECIAL（10月6日、東京オペラシティ コンサートホール）
- IDOL SQUARE6（11月8日、TOKYO DOME CITY HALL）
- Z祭 GIRLS SUPER LIVE!!!!!!!!!【開催中止】（11月21日、東京ガーデンシアター）[248]
- ちかっぱ祭2024（12月8日、福岡サンパレスホテル&ホール）

#### 2025年
- MaiNote Festival 2025（4月11日、Zepp DiverCity(TOKYO)）
- OSAKA GIGANTIC MUSIC FESTIVAL Special Live 「POPPIN' BASE in KYOTO 2025」（6月8日、KBSホール）
- 六本木の夏の風物詩!サマフェス日替わり音楽ライブ!『テレビ朝日・六本木ヒルズ SUMMER FES』（7月25日、六本木ヒルズアリーナ特設ステージ）
- TOKYO IDOL FESTIVAL 2025 supported by にしたんクリニック（8月3日、お台場・青海周辺エリア）
- ROCK IN JAPAN FESTIVAL 2025（9月20日、千葉市蘇我スポーツ公園 HILLSIDE STAGE）
- Beyond Music Festival 2025（11月2日、服部緑地野外音楽堂）

### 学園祭
- 紅陵祭LIVE2014〜しぼりたて100%ライブ!!!!!〜（2014年10月18日、拓殖大学 八王子キャンパス）[249]
- 第52回 高千穂祭 Juice=Juice SPECIAL LIVE（2017年10月21日、高千穂大学）[250]
- 第30回 明海祭 Juice=Juiceコンサート（2017年11月4日、明海大学 浦安キャンパス）[250]
- 明治学院大学 学園祭コンサート 白金祭アーティストライブ2022（2022年11月1日、明治学院大学 白金キャンパス 体育館(アリーナ)）

## 出演

### テレビ
- ハロー!SATOYAMAライフ（2013年4月4日 - 12月26日、テレビ東京・BSジャパン他）
- The Girls Live（2014年1月9日 - 2019年3月25日、テレビ東京・BSテレ東他）
- ドラマ「武道館」ドキュメント〜アイドル誕生から卒業まで〜（2016年1月14日 - 3月24日、フジテレビTWO）[251]
- AI・DOLプロジェクト（2019年4月1日 - 2020年3月30日、テレビ東京・BSテレ東他）
- ハロドリ。（テレビ東京、BSテレ東他）
  - 無印（2020年4月6日 - 2023年3月27日）
  - HELLO!PROJECT 25YEARS（2023年4月3日 - 12月26日）
  - 無印2期（2024年1月9日 - 6月25日）
  - -MUSIC-（2024年7月9日 - ）
- Juice=Juice大百科―私たちの全てが詰まってますSP―（2020年4月12日、スペースシャワーTVプラス）
- Juice=Juiceのただいま進化中 Part1（2022年1月29日、スペースシャワーTVプラス）
- Juice=Juiceのただいま進化中 Part2（2022年2月13日、スペースシャワーTVプラス）
- 「Juice=Juice=10th（ジュースジュースジュース）」～ファミリーに大感謝SP～（2023年7月2日、CSテレ朝チャンネル1）
- Juice=Juice 10th ANNIVERSARY ～We are Juice=Juice!～（2023年7月10日 -  10月10日、MUSIC ON! TV）- 毎月10日放送
- Juice=Juice植村あかり卒業特番～植村Presents想い出バスツアー～（2024年7月7日、CSテレ朝チャンネル1）
- Juice=Juice SUMMER Party 準備中（2025年6月16日・7月3日、スペースシャワーTV）

#### テレビドラマ
- 武道館（2016年2月6日 - 3月26日、フジテレビ・BSスカパー!）[252] - 主演・NEXT YOU 役[253]
- NEXT YOUのあなたにナイストゥーミーchu♡（2016年3月19日、BSスカパー!）[254] - ドラマ「武道館」のスピンオフ番組
- NHKプレミアムドラマ「歪んだ波紋」（2019年11月3日 - 12月22日、BSプレミアム）[255] - Juice=Juice 本人役
- 真夜中にハロー!（2022年1月13日 - 3月18日、テレビ東京） - Juice=Juice 本人役

### 特別番組
- 第55回 輝く!日本レコード大賞（2013年12月30日、TBSテレビ）[256]
- 「FULL CHORUS～音楽は、フルコーラス～」一夜限りの大復活スペシャル!（2022年10月28日、BSスカパー!）[257]

### ラジオ
- We are Juice=Juice（2013年10月3日 - 2023年3月28日、bayfm）- 基本的にメンバー2、3名で出演していた[258]
- Juice=Juice松永里愛のMIX=Juice （2024年4月7日 - 、TBSラジオ『Music Palette♪』[注 15]内コーナー）- 松永・パートナー1名（月替わり）[259]

### ネット配信
- Juice=Juice Concert Tour 2024 TRIANGROOOVE2 Special -Behind The Scenes-(仮)（2025年2月1日、Hulu）[260]

### ミュージック・ビデオ
- 堀内孝雄（62ndシングル）「みんな少年だった」（宮本・植村・宮崎）※コーラスも担当

### 舞台
- 演劇女子部「ミュージカル 恋するハローキティ」（2014年11月19日 - 24日、紀伊國屋サザンシアター）[30]（宮本・金澤・植村・高木・宮崎）[261]
- 演劇女子部「タイムリピート〜永遠に君を想う〜」（2018年9月28日 - 10月8日、全労済ホール／スペース・ゼロ）[262][263] - 雨ノ森 川海（BEYOOOOONDS）と共演

## 書籍

### 写真集
- Juice=Juice 1st OFFICIAL PHOTO BOOK（2014年2月27日、ワニブックス）ISBN 978-4-8470-4630-8[264]
- Juice=Juice LIVE MISSION 220 IN TAIPEI & HONG KONG 2015（2016年11月1日、オデッセー出版）[265]

### 新聞連載
- 東京スポーツ「Juice=Juiceノミカタ」（2018年4月28日 - 5月6日、全8回、東京スポーツ新聞社）[266]

### ムック
- B.L.T. U-17 Vol.28（2013年11月5日、東京ニュース通信社）ISBN 978-4-8633-6354-0（宮本・植村・高木）[267]

## コラボレーション
- Juice=Juice×スイーツパラダイス コラボカフェ『ONe MORe JUICe』（2025年）[268]

## 受賞歴

### 音楽賞
- 第55回日本レコード大賞 新人賞（2013年）